# Saint-Laurent-d'Andenay
Saint-Laurent-d'Andenay este o comună în departamentul Saône-et-Loire, Franța. În 2009 avea o populație de 1.069 de locuitori.

## Evoluția populației
| An        | 1975  | 1982 | 1990 | 1999 | 2006  | 2009  |
| --------- | ----- | ---- | ---- | ---- | ----- | ----- |
| Populație | 1.185 | 973  | 950  | 986  | 1.047 | 1.069 |